# Premi Memorial Margarida Xirgu
El Premi Memorial Margarida Xirgu s'atorga anualment des de 1973 a la interpretació femenina més rellevant de la temporada teatral barcelonina. És un dels guardons escènics més antics dels que es lliuren a Catalunya i Espanya.

## Història
El guardó fou instaurat el 1973 per la desapareguda Penya Carlos Lemos, fundada l’any 1960 per Pere Pausas, un apassionat espectador de teatre. A partir del 1986, l'Institut del Teatre i l'Ajuntament de Molins de Rei, ciutat on va néixer Margarida Xirgu, van començar a col·laborar en l'organització i concessió del premi.
A partir del 2015, i amb la dissolució de la Penya Carlos Lemos, l'organització va recaure en l'Agrupació Dramàtica de Barcelona (ADB) que també va implicar-hi la Federació de Grups Amateurs de Teatre de Catalunya (FGTAC). Tradicionalment, el jurat, format per diferents membres de diversos grups de teatre amateur de Catalunya, es reunia anulament a Molins de Rei per decidir el nom de l'actriu guardonada.
El premi va estar a punt de desaparèixer, per manca de suport institucional. Motiu que va dur l'ADB, liderada per Ignasi Roda Fàbregas a abandonar la seva organització. Des de l'any 2022, el premi és organitzat de forma conjunta per la FGTAC i la revista digital Núvol, que va prendre el relleu de l'ADB, amb el suport de l'Ajuntament de Molins de Rei, la Fundació Romea i l'Institut del Teatre. Actualment, el jurat està conformat per diversos crítics d'arts escèniques de Núvol i representants de la FGTAC.

## Ronda de les actrius i Anell Xirgu
Les actrius premiades tenen una petita placa commemorativa a la Plaça Margarida Xirgu de Barcelona, a l'anomenada Ronda de les actrius, ubicada entre el Teatre Lliure, el Mercat de les Flors i l'Institut del Teatre. També reben un anell personalitzat i exclusiu, conegut popularment com a Anell Xirgu, fet expressament per a l'ocasió.
L'Anell Xirgu es va instaurar com a trofeu l'any 1992 i cada any es realitzat per una joiera diferent. La idea fou impulsada per Frederic Roda i Pérez tot prenent el simbolisme del teatre Isabelí en què, en retirar-se, un actor veterà entregava una joia a un actor jove com a continuador del seu art. Anteriorment, les guardonades rebien com a trofeu una peça de ceràmica amb la representació de les màscares del teatre corresponents a Talia (comèdia) i Melpòmene (tragèdia).

## Llista de guardonades
| N.            | Temporada | Intèrpret             | Obra teatral i autor |
| ------------- | --------- | --------------------- | --- |
| 1             | 1972/1973 | María Fernanda D'Ocón | Misericordia de Benito Pérez Galdós |
| 2             | 1973/1974 | Teresa Rabal          | Gigi de Colette |
| 3             | 1974/1975 | Amparo Valle          | La Murga de Gerardo Malla |
| 4             | 1975/1976 | Irene Gutiérrez Caba  | Una vez al año de Bernard Slade |
| 5             | 1976/1977 | Mercè Bruquetas       | Mercè dels uns, Mercè dels altres... de Carles Vall |
| 6             | 1977/1978 | Núria Espert          | Una altra Fedra, si us plau de Salvador Espriu |
| 7             | 1978/1979 | Carme Fortuny         | El doble otoño de Mamá Bis de Ramón Gil Novales |
| 8             | 1979/1980 | Rosa Maria Sardà      | Rosa i Maria, amb textos de diversos autos (Bertolt Brecht, Miquel Martí i Pol, Terenci Moix, Delfín Villán i Ireneusz Iredyński) i El balcó de Jean Genet                                                                                       |
| 9             | 1980/1981 | Julia Gutiérrez Caba  | Petra Regalada d'Antonio Gala |
| 10            | 1981/1982 | Anna Lizaran          | Per les quatres obre representades amb el Teatre Lliure la temporada 1981-1982: La bella Helena de Jacques Offenbach; La nit de les tríbades de Per Olov Enquist; Leonci i Lena de Georg Büchner i Primera història d'Esther de Salvador Espriu. |
| Extraordinari | 1982      | Estela Castro         | Retrato de señora con espejo de Pedro Corradi |
| 11            | 1982/1983 | Àngels Moll           | Peer Gynt de Henrik Ibsen i La senyoreta Margarida de Roberto Athayde |
| 12            | 1983/1984 | Encarna Paso          | El cementerio de los pájaros d'Antonio Gala |
| 13            | 1984/1985 | Muntsa Alcañiz        | Conversa a casa del matrimoni Stein sobre el senyor Von Goethe, absent de Peter Hacks |
| 14            | 1986/1987 | Teresa Cunillé        | És així, si us ho sembla de Luigi Pirandello |
| 15            | 1987/1988 | Carme Elias           | El dret d'escollir de Brian Clark i Lorenzaccio d'Alfred de Musset |
| 16            | 1988/1989 | Rosa Novell           | Elsa Schneider de Sergi Belbel i La marquesa Rosalinda de Ramón María del Valle-Inclán |
| 17            | 1989/1990 | Àngels Gonyalons      | Estan tocant la nostra cançó de Neil Simon |
| 18            | 1990/1991 | Carme Sansa           | Un dia qualsevol de Dario Fo i Franca Rame |
| 19            | 1991/1992 | Montserrat Carulla    | El temps i els Conway de John Boynton Priestley |
| 20            | 1992/1993 | Emma Vilarasau        | Dansa d'agost de Brian Friel |
| 21            | 1993/1994 | Aurora Redondo        | Melocotón en almíbar de Miguel Mihura |
| 22            | 1994/1995 | Vicky Peña            | Sweeney Todd de Stephen Sondheim |
| 23            | 1995/1996 | María Jesús Valdés    | Tres mujeres altas d'Edward Albee |
| 24            | 1996/1997 | Mercè Arànega         | L'amant de Harold Pinter |
| 25            | 1997/1998 | Àngels Poch           | Zowie de Sergi Pompermayer |
| 26            | 1998/1999 | Julieta Serrano       | La casa de Bernarda Alba de Federico García Lorca |
| 27            | 1999/2000 | Xus Estruch           | Melosa Fel de Lluís-Anton Baulenas |
| 28            | 2000/2001 | Laura Conejero        | La dona incompleta de David Plana |
| 29            | 2001/2002 | Pilar Martínez        | ¡Ay, Carmela! de José Sanchis Sinisterra |
| 30            | 2002/2003 | Marta Calvó           | Celobert de David Hare |
| 31            | 2003/2004 | Pepa López            | Cançons dedicades de Franz Xaver Kroetz |
| 32            | 2004/2005 | Clara Segura          | Ets aquí? de Javier Daulte |
| 33            | 2005/2006 | Maife Gil             | La senyora Klein de Nicholas Wright |
| 34            | 2006/2007 | Anna Güell            | El Mercader de William Shakespeare i Leonci i Lena de Georg Büchner |
| 35            | 2007/2008 | Lluïsa Castell        | Què va passar quan Nora va deixar el seu home o Els pilars de les societats d'Elfriede Jelinek i A la Toscana de Sergi Belbel |
| 36            | 2008/2009 | Lloll Bertran         | El Show de la Lloll. 25 anys de Lloll Bertran i Celdoni Fonoll |
| 37            | 2009/2010 | Rosa Renom            | La gavina d'Anton Txékhov i Rock'n' Roll de Tom Stoppard |
| 38            | 2010/2011 | Àurea Márquez         | Pedra de tartera de Maria Barbal |
| 39            | 2011/2012 | Sílvia Bel            | La ciutat de Martin Crimp |
| 40            | 2012/2013 | Carmen Machi          | Dispara/Agafa tresor/Repeteix de Mark Ravenhill |
| 41            | 2014/2015 | Teresa Vallicrosa     | Yo maté a mi hija de Carmen Domingo |
| 42            | 2015/2016 | Mònica López          | Dansa d'agost de Brian Friel |
| 43            | 2016/2017 | Mercedes Sampietro    | La senyora Florentina i el seu amor Homer de Mercè Rodoreda |
| 44            | 2017/2018 | Imma Colomer          | Que rebentin els actors de Gabriel Calderón |
| 45            | 2018/2019 | Mercè Managuerra      | El mercader de Venècia de William Shakespeare |
| 46            | 2019/2020 | Anna Sahún            | Justícia de Guillem Clua |
| 47            | 2020/2021 | Roser Batalla         | L'empaperat groc de Charlotte Perkins Gilman |
| 48            | 2021/2022 | Míriam Iscla          | Crim i càstig de Fiódor Dostoievski i Les bones intencions de Marc Artigau |
| 49            | 2022/2023 | Mont Plans            | Cadires d'Albert Arribas |
| 50            | 2023/2024 | Àgata Roca            | L'imperatiu categòric de Victoria Szpunberg |
| 51            | 2024/2025 | Màrcia Cisteró        | Tots ocells de Wajdi Mouawad; A Macbeth Song, creació d'Oriol Broggi a partir del Macbeth de William Shakespeare; Les bacants d'Eurípides i Opereta imaginària de Valère Novarina.                                                               |